# Арефино (село, Рыбинский район)
Аре́фино — село в Рыбинском районе Ярославской области, административный центр Арефинского сельского поселения.
Село — самый крупный населённый пункт на реке Ухра, основная часть села расположена на правом берегу, в центре села имеется мост через реку. В районе Афремово Ухра меняет характер течения, ниже села сказывается подпор вод Рыбинского водохранилища, течение замедляется, а река расширяется относительно естественного русла за счёт затопленных участков. Село связано автомобильной дорогой с Рыбинском. Имеются дорога из Арефино через Заднево на Починок-Болотово, дорога вверх по берегу Ухры через Наволоки до Веретеново, дорога на северо-запад до Восломы, дорога на юго-восток до Ананьино. В окрестностях Арефино концентрируются деревни, примыкающие к нему практически вплотную: Ивановское на западе, Кожевниково на севере, Воронково на востоке и Наволоки на юге. Основные населённые пункты концентрируются на северо-запад от Арефино, вниз по Ухре. В остальных направлениях преобладает лесная малозаселённая местность.

## История
В 1941—1959 годах Арефино было центром одноимённого района.

## Население
| 1859 | 2002 | 2007  | 2010 |
| ---- | ---- | ----- | ---- |
| 253  | ↗996 | ↗1041 | ↘962 |

## Инфраструктура
Основа экономики — личное подсобное хозяйство.
В селе имеется Арефинский КДК, супермаркет «Пятёрочка», продуктовый магазин «Продукты», животноводческое хозяйство «Арефинское», хозяйственный магазин «ХозПромСтрой», отделение почтовой связи № 152954, котельная, администрация Арефинского сельского поселения, сельский клуб, электрическая подстанция «Арефино», пожарная часть, кладбище.

### Образование
- Арефинская школа-интернат (открыт в 1962 году)[8][9]
- Арефинская средняя общеобразовательная школа (открыта в 1997 году)[10][11]
- Детский сад № 17 Сказка

### Здравоохранение
- Арефинский Фельдшерско-акушерский пункт[12]

### Памятники и мемориалы[13]
- Обелиск выпускникам школы, погибшим в Великой Отечественной войны.
- Обелиск землякам, погибшим в годы Великой Отечественной войны
- Памятник 200-летию победы русского народа в Отечественной войне 1812 года
- Богадельня, вторая половина XIX в.
- Церковно-приходская школа, вторая половина XIX в.
- Ансамбль церкви Ильи Пророка, 1843 г.
- Ансамбль церкви Рождества Христова 1779 г.[14].

## Общественный транспорт
Арефино связано с Рыбинском автобусным маршрутом № 152 Рыбинск — Арефино. Остановка находится в центре села.

## СМИ

### Телевидение
Ярославский филиал ФГУП «РТРС» обеспечивает на территории села приём первого и второго мультиплексов цифрового эфирного телевидения России. Передатчик установлен в селе.